# Pınar Ayhan
Pınar Ayhan (* 28. März 1972 in Diyarbakır als Pınar Karakoç) ist eine türkische Sängerin.

## Leben und Wirken
Ayhan studierte Englisch an der Hacettepe-Universität in Ankara. Seit dieser Zeit hatte sie Auftritte im Radio und bei Musikwettbewerben und sang für Jazzbands und Orchester. Bei der türkischen Vorauswahl zum Eurovision Song Contest belegte sie 1996 und 1997 jeweils den zweiten Platz. Im Jahr 2000 gewann sie die Vorauswahl und durfte daher beim Eurovision Song Contest 2000 in Stockholm mit dem Popsong Yorgunum anla antreten. Sie wurde dort von dem Musikertrio Grup S.O.S begleitet. In der Endauswertung erreichte sie den zehnten Platz.

## Diskografie

### Alben
- 2012: Duyuyor Musun?
- 2014: İkimiz İçin

### Kollaborationen
- 2013: Cango'ya Türküler (mit Burak Kaya Quartet)

### Singles
- 2000: Yorgunum Anla